# Głubczyce
Głubczyceⓘ (em silesiano: Gubczýcé, em alemão: Leobschütz, em tcheco/checo: Hlubčice) é um município no sudoeste da Polônia, na voivodia de Opole, condado de Głubczyce e sede da comuna urbano-rural de Głubczyce. Está situada no rio Psina, no planalto Głubczycki (que faz parte da planície da Silésia). Historicamente, Głubczyce esteve inicialmente localizado na Morávia, e desde a sua incorporação, em 1318, ao Ducado de Opava, está localizado na Alta Silésia. Obteve um foral de município antes de 1253.
Estende-se por uma área de 12,5 km², com 11 534 habitantes, segundo o censo de 31 de dezembro de 2024, com uma densidade populacional de 920 hab./km². Está localizada na região de floresta de Prudnik (distrito de Prudnik).

## Toponímia

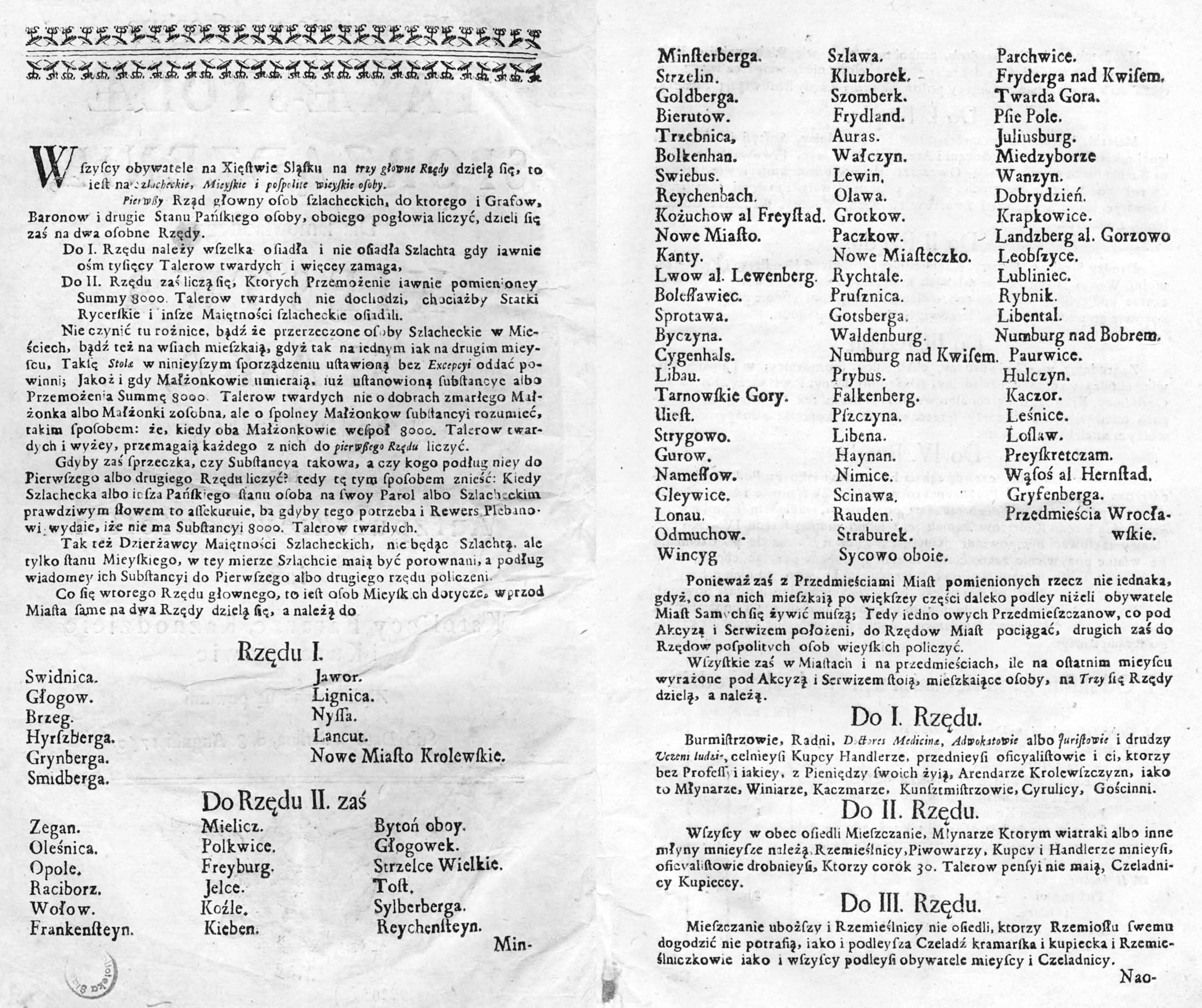
O nome Leobszyce entre outros nomes de cidades da Silésia aparece em um documento oficial prussiano de 1750 emitido em polonês em Berlim

O significado do nome do local não é claro. Existem várias teorias sobre sua origem. Os etimologistas os derivam das palavras "lubić", "głęboki", "głupi" ou "gołąb".
A primeira menção histórica da cidade data de 1107. Naquela época, era um pequeno assentamento da Morávia chamado Glubcici, que consistia principalmente de um forte de colina. Em 1131 foi citado como Glupcicih, em 1183 - Glubcice, e nos anos: 1224, 1281, 1354 e 1434 Lubschicz. Em 1613, o regionalista e historiador da Silésia Mikołaj Henel, de Prudnik, mencionou a cidade em seu trabalho sobre a geografia da Silésia intitulado Silesiographia dando seu nome em latim: Leobschucium
Em 1750, o nome polonês "Leobszyce" foi mencionado por Frederico II da Prússia entre outras cidades da Silésia em uma ordem oficial emitida para os habitantes da Silésia. O nome "Głupczyce" no livro "Um breve esboço da geografia da Silésia para a ciência inicial" publicado em Głogówek em 1847 foi mencionado pelo escritor silesiano Józef Lompa. Em 1945 já era usado oficialmente.

## História

### Idade Média

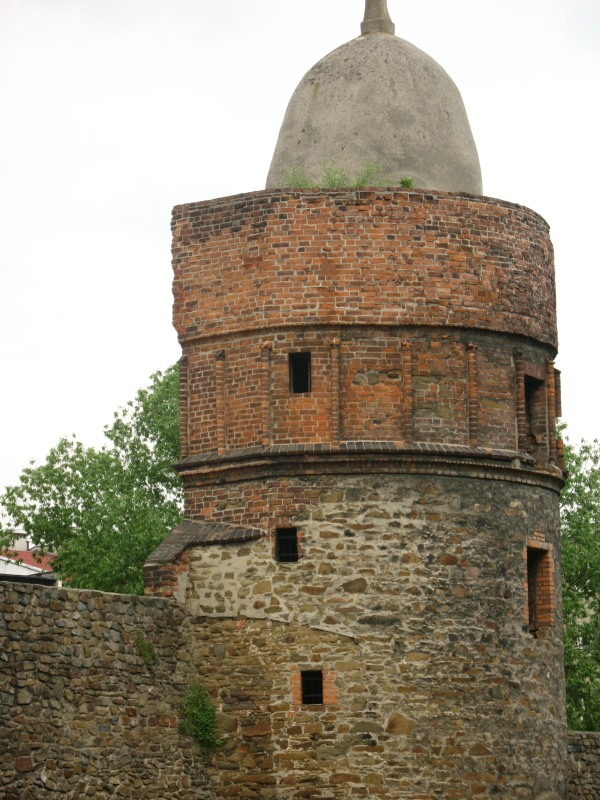
Torre na praça Wiosenny - uma parte das fortificações da cidade

O assentamento estava localizado na margem direita do rio Psina. A data provável de fundação da cidade é o ano de 1224, quando houve um assentamento na cidade de Lubschicz (informações sobre a câmara alfandegária em "Lubschicz", anteriormente revelou-se falsificada) durante o reinado de Otacar I da Boêmia. Em 1270, a cidade recebeu direitos de cidade concedidos por Otacar II.

### Século XVI — início do século XX

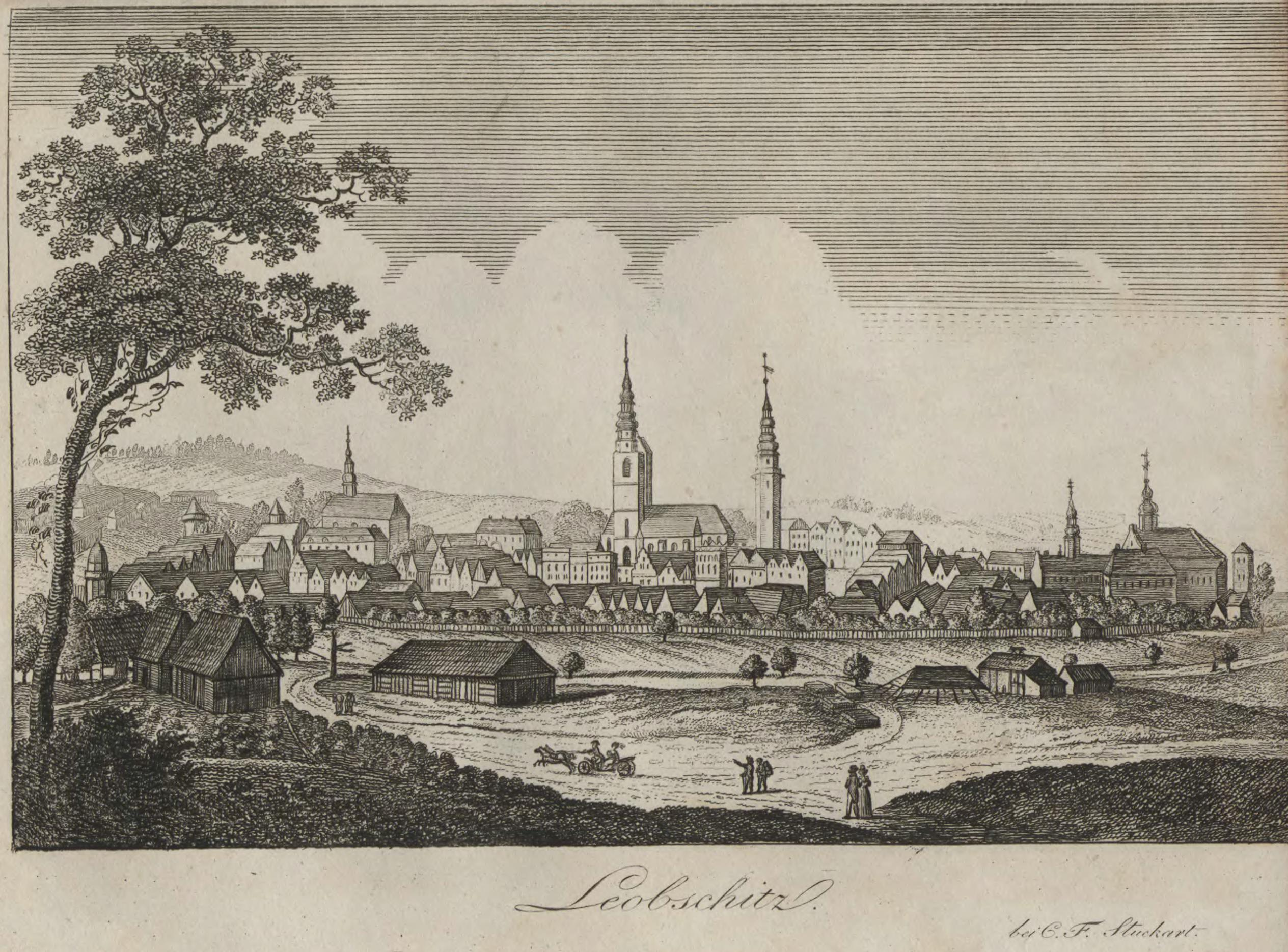
Panorama de Głubczyce, século XVIII

Em 1523, o movimento protestante chegou à cidade. Em 1558, uma igreja e uma escola luterana foram construídas. Em resposta a esses eventos, os padres franciscanos e judeus foram expulsos da cidade.
Durante a Guerra dos Trinta Anos, a cidade foi completamente destruída, a maioria dos danos foi feita pelos invasores suecos em 1645. No século XVIII, Głubczyce ficou sujeita a inspeção fiscal em Prudnik.
Como resultado da Primeira Guerra da Silésia (1740–1742) entre a Áustria e a Prússia, a cidade ficou sob o domínio da Prússia. Em 1746, havia uma agência postal em Głubczyce, subordinada à agência postal de Prudnik.
Nos anos de 1753 a 1770, um complexo de mosteiro foi erguido em Głubczyce conforme o projeto do arquiteto Jan Innocent Töpper de Prudnik. Em 1781, a população da cidade era de 2 637 habitantes. À medida que a cidade crescia, sua população aumentava gradualmente. A pedra fundamental para a construção de uma igreja evangélica em Głubczyce foi lançada em abril de 1787 no local do antigo Kreuzhof. A inauguração solene do edifício da igreja aconteceu em 8 de janeiro de 1792. A igreja ficava no noroeste da Cidade Velha, na antiga König-Ottokar-Straße (atual: rua Jana Kochanowskiego) não muito distante da igreja paroquial da Natividade da Virgem Maria. Em 1825, a cidade era habitada por 4 565 pessoas e, em 1870, por 9 546. No final do século XIX, um importante centro de reuniões para os poloneses locais era a casa de Stanisław Karwowski, professor da escola secundária local e historiador polonês.
Segundo as disposições do Tratado de Versalhes, que encerrou a Primeira Guerra Mundial, um plebiscito foi realizado na Alta Silésia, a fim de saber se a população queria pertencer ao Estado polonês ou alemão. Na cidade, 99,5% dos moradores votaram a favor dos alemães, incluindo mais de 35% dos chamados “Plebiscitos emigrantes” (trazidos para as áreas de plebiscitos a fim de levantar o resultado).

### 1933–1945

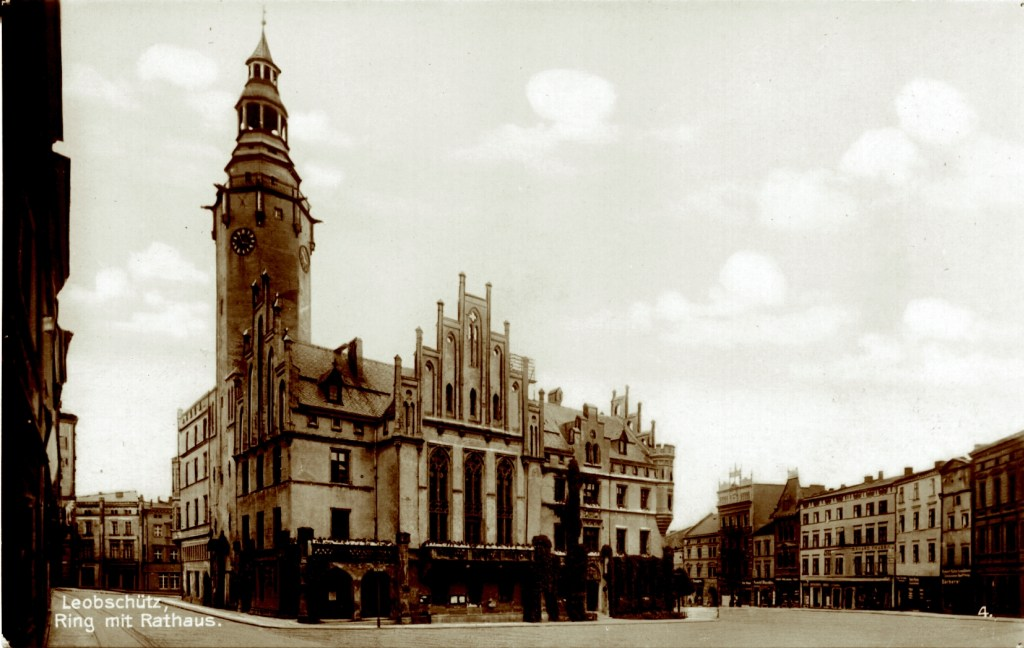
Imagem do pré-guerra da praça principal com a prefeitura em Głubczyce

No início de 1945 - durante a marcha dos prisioneiros dos campos de concentração pela cidade, a escolta alemã assassinou 21 prisioneiros que não conseguiam continuar caminhando. Os corpos foram enterrados no cemitério judeu.
Em 18 de março de 1945, a cidade foi cercada pelo exército soviético. Foi defendida pela 18.ª SS Panzergrenadierdivision (granadeiros panzer) e pela 371.ª Divisão Wehrmacht. Do lado soviético, lutaram unidades de 314 divisões de infantaria de 59 exércitos, 28 corpos de infantaria de 60 exércitos e o 5.º corpo mecanizado do 4.º exército blindado da 1.ª Frente Ucraniana (após 1945, foram erguidos Monumentos de Gratidão ao Exército Vermelho no parque da cidade e na rua Skłodowska-Curie). O monumento, como símbolo do sistema totalitário, foi desmantelado em 27 de outubro de 2022, segundo a vontade dos habitantes. Como resultado do cerco e saque pelos soldados soviéticos que durou até 24 de março de 1945, cerca de 40% da cidade foi destruída na primeira semana após o seu término. Por decisão dos líderes da União Soviética, Reino Unido e Estados Unidos, Głubczyce foi anexada à Polônia.

### Depois de 1945

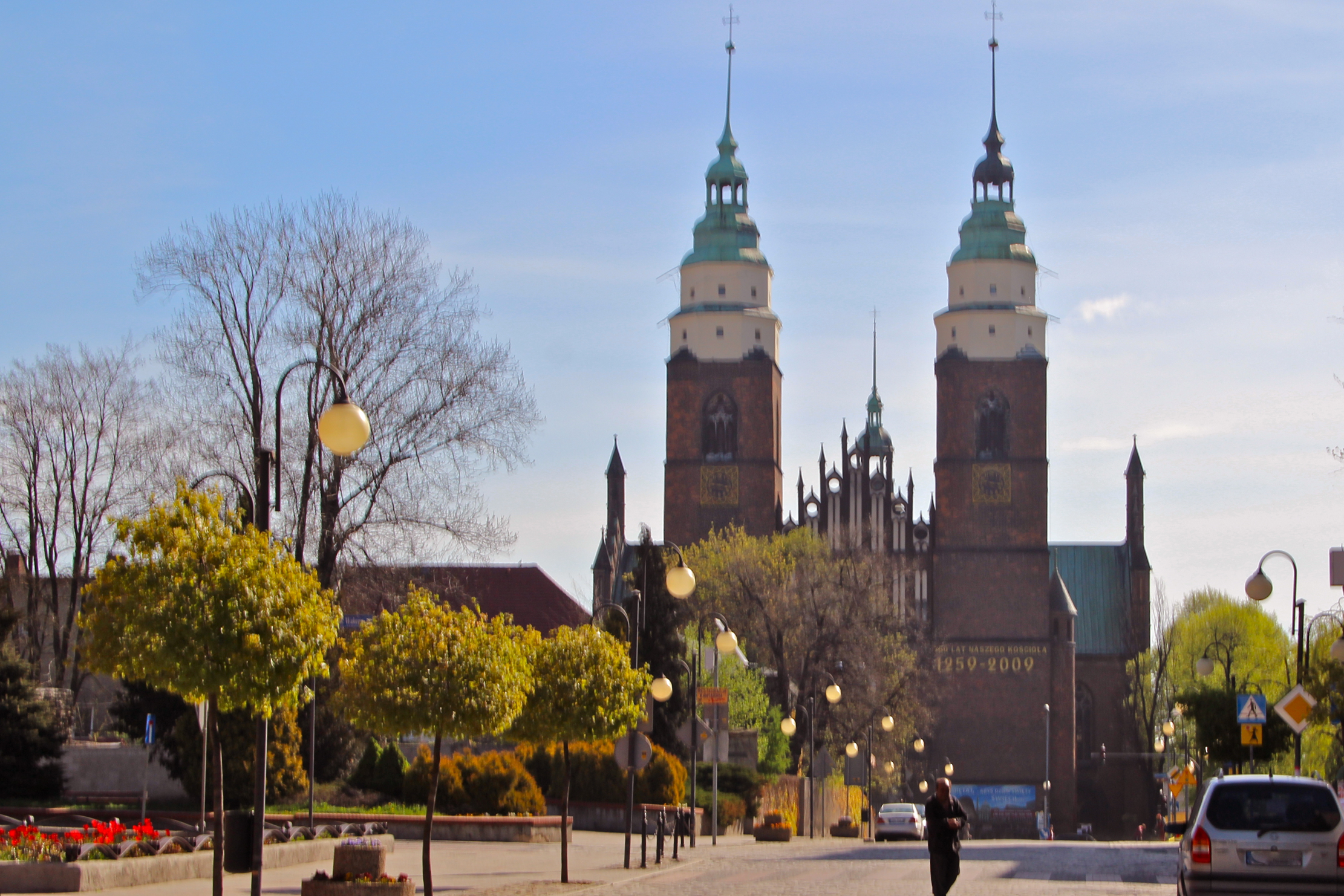
Igreja da Natividade da Bem-Aventurada Virgem Maria

Depois de 1945, a cidade foi temporariamente chamada de Głąbczyce, que foi substituído pelo nome oficial de Głubczyce em 1946. Em 6 de abril de 1945, o Ministério da Segurança Pública estabeleceu os Campos Centrais de Trabalho. O campo de trabalho n.º 101 funcionava na cidade. A cidade passou a ser a sede do condado e da comuna. Perdeu o estatuto de sede de condado em 1975 e foi-lhe concedido novamente em 1998.
Nos anos 1945-1948, a população alemã foi deslocada de Głubczyce e do condado de Głubczyce para a Alemanha e, em troca, os poloneses deslocados das Regiões Fronteiriças Orientais se estabeleceram aqui. A terra de Głubczyce também foi habitada por colonos da Polônia central.
Em 1982, ativistas da oposição democrática em Prudnik, Jan Naskręt e Eugeniusz Wyspiański fizeram cerca de 2 500 panfletos com a inscrição "O Solidariedade vencerá", que foram pendurados por Stanisław Żądło, entre outros em Głubczyce, Niemodlin e nas paredes do ZPB "Frotex" em Prudnik. Em 2016, Głubczyce foi admitida na Associação Internacional de Cidades de Boa Vida "Cittaslow".

## Monumentos históricos

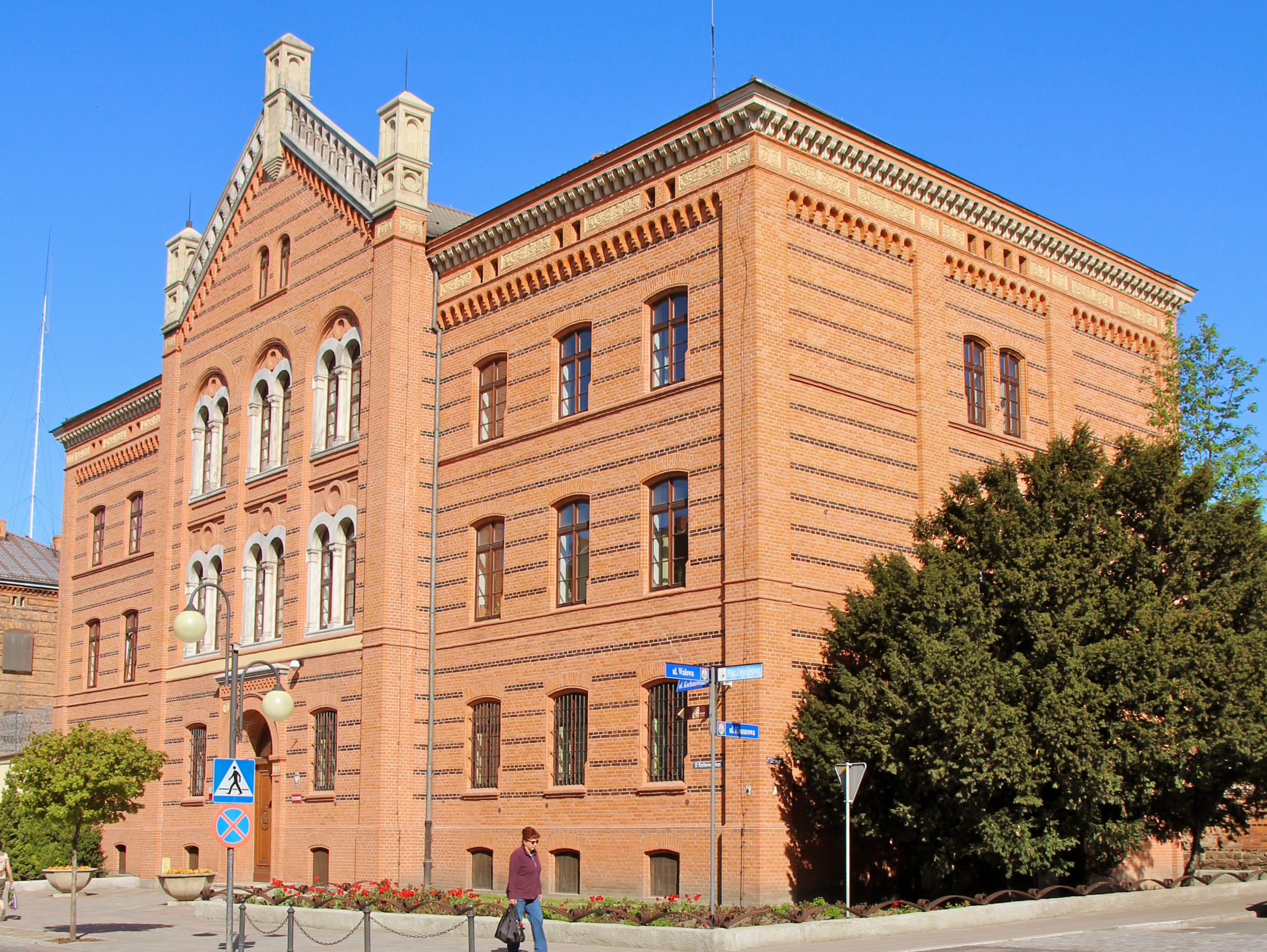
Edifício do tribunal distrital

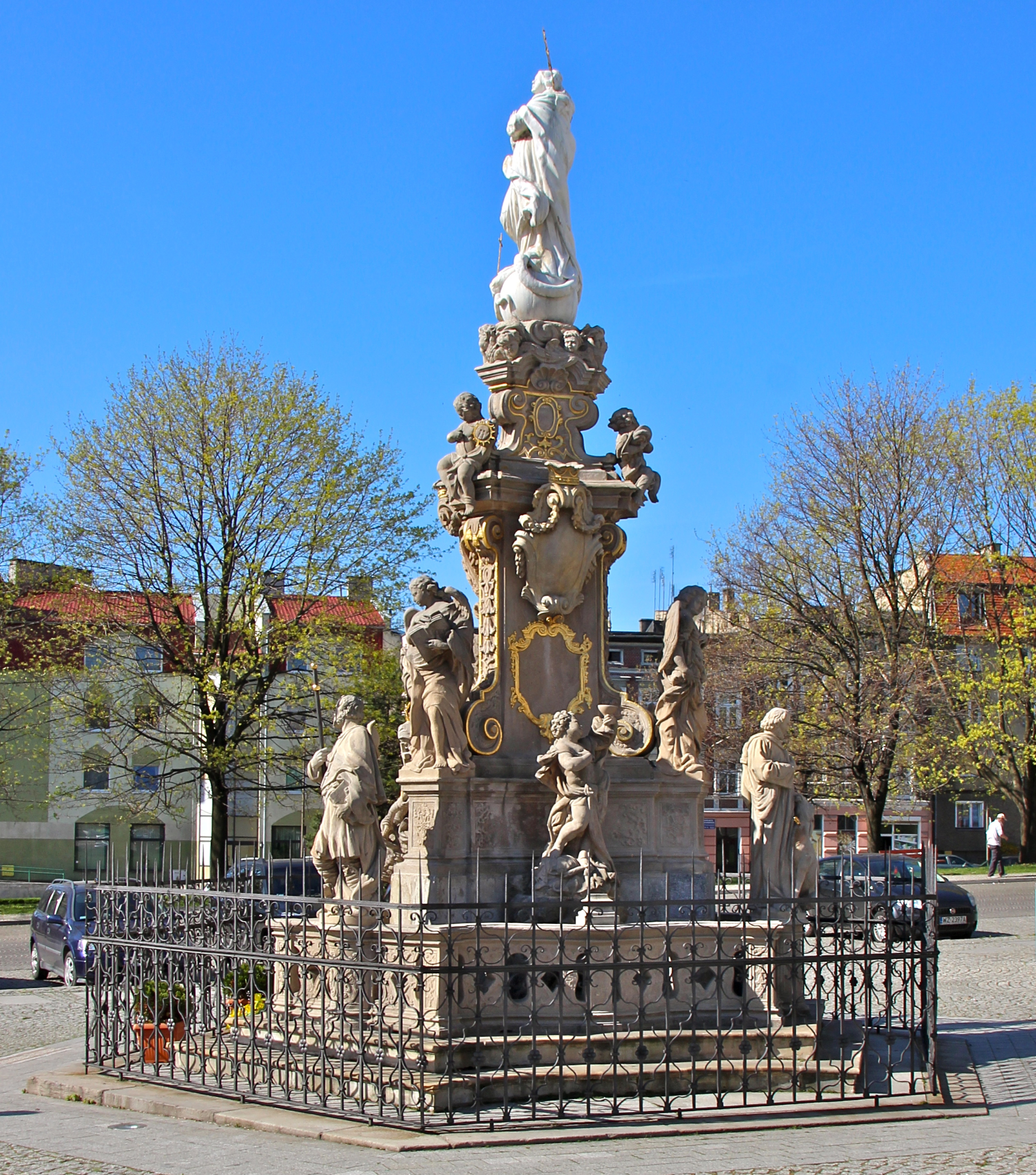
Coluna mariana barroca na praça principal, esculpida por A. Jörg em 1732

Estão inscritos no registro provincial de monumentos:
- Traçado urbano da Cidade Velha, com uma forma quadrada única na Europa (semelhante se encontra em Nysa) e uma rede de ruas, sendo as mais antigas as ruas Wodna e Kościelna. Da atual rua Kozielska, na seção da praça principal, até os poços de Santa Floriana era chamado de Mercado do Cavalo,[35]
- Igreja de Natividade da Bem-Aventurada Virgem Maria, estilo gótico do século XIII, expandida no século XIV e, em seguida, nos anos de 1579, 1903-1907, de acordo com o projeto de M. Hasak,
- Igreja de Santa Ana (anteriormente da Santíssima Trindade) de 1776,
- Capela de São Fabiano e São Sebastião, de 1501,
- Complexo do mosteiro franciscano. Todo o complexo foi construído nos anos de 1753 a 1770 de acordo com um projeto de J.I. Töpper. Adjacente ao mosteiro está um edifício erguido em 1752, que outrora abrigou um ginásio, rua Zakonna 3,
  - Igreja de de São Idzi e Bernardo, estilo barroco de 1756, decoração barroca e rococó,
  - Mosteiro característico de quatro alas com um pátio no meio,
- Cemitério judeu, rua Wrocławska, dos anos 1890-1939,
- Sepultura coletiva de guardas tchecos e funcionários da alfândega no cemitério municipal, de 1938,
- Muralhas e torres defensivas da segunda metade do século XIII, incluindo a torre perto dos correios (rua Pocztowa/Praça Wiosenny),
- Prefeitura, destruída em 1945 e gradualmente demolida em épocas posteriores, foi reconstruída em 2006-2008.
- Tribunal distrital, rua Kochanowskiego 1, de 1850,
- Prisão Kochanowskiego 3, a partir da metade de século XIX,
- Casas antigas, na praça Kościelny 1, século XVI ao XVIII,
- Casas, rua Jana Pawła II (antiga Sobieskiego 10), 7 (antiga Sobieskiego 11), 9 (antiga Sobieskiego 12), do século XVI ao XVII,
- Casas, rua Ratuszowa 10, 12, do século XVIII, XIX e XX

Outros monumentos:
- Edifício na rua Niepodległości 14, construído na segunda metade do século XIX em estilo eclético. Atualmente é a sede das autarquias e da Câmara Municipal
- Estação ferroviária (atualmente fechada) construída na segunda metade do século XIX[36]
- Edifícios na estação de Głubczyce
  - Plataforma com abrigo,
  - Galpão de locomotivas de ventiladores,
  - Armazém de encaminhamento ferroviário,
  - Torre de abastecimento de água,
- Trilhos ferroviários dentro da estação ferroviária
- Coluna mariana barroca na praça principal, esculpida por A. Jörg em 1732

## Clima
Conforme a classificação climática de Köppen-Geiger, Głubczyce situa-se na zona Cfb − clima temperado oceânico. Na cidade de Głubczyce, a temperatura média anual é de 9,1° C. Nesta área, a precipitação média anual é de 843 mm. Está localizada no Hemisfério Norte. Os meses de verão são: junho, julho, agosto, setembro. O mês mais seco é fevereiro, com 42 mm de precipitação. O mês mais quente do ano é julho, com temperatura média de 19,2 °C. A temperatura média mais baixa do ano ocorre em janeiro e é de aproximadamente -1,6 °C.
Com média de 119 mm, a maior precipitação ocorre no mês de julho. A diferença de precipitação entre o mês mais seco e o mais úmido é de 77 mm. A variação de temperatura durante o ano é de 20,8 °C. O mês com a maior umidade relativa é novembro (82,72%). O mês com a menor umidade relativa é abril (68,27%). O mês com o maior número de dias de chuva é julho (11,20 dias). O mês com o menor número é fevereiro (8,03 dias).
| Dados climatológicos para Głubczyce | Dados climatológicos para Głubczyce | Dados climatológicos para Głubczyce | Dados climatológicos para Głubczyce | Dados climatológicos para Głubczyce | Dados climatológicos para Głubczyce | Dados climatológicos para Głubczyce | Dados climatológicos para Głubczyce | Dados climatológicos para Głubczyce | Dados climatológicos para Głubczyce | Dados climatológicos para Głubczyce | Dados climatológicos para Głubczyce | Dados climatológicos para Głubczyce | Dados climatológicos para Głubczyce |
| Mês | Jan                                 | Fev                                 | Mar                                 | Abr                                 | Mai                                 | Jun                                 | Jul                                 | Ago                                 | Set                                 | Out                                 | Nov                                 | Dez                                 | Ano                                 |
| --- | ----------------------------------- | ----------------------------------- | ----------------------------------- | ----------------------------------- | ----------------------------------- | ----------------------------------- | ----------------------------------- | ----------------------------------- | ----------------------------------- | ----------------------------------- | ----------------------------------- | ----------------------------------- | ----------------------------------- |
| Temperatura máxima média (°C) | 0,9                                 | 2,6                                 | 7,4                                 | 13,8                                | 18,1                                | 21,2                                | 23,4                                | 23,4                                | 18,5                                | 13,1                                | 7,7                                 | 2,6                                 | 12,7                                |
| Temperatura média (°C) | −1,6                                | −0,5                                | 3,4                                 | 9,1                                 | 13,7                                | 17,2                                | 19,2                                | 19,0                                | 14,4                                | 9,6                                 | 5,1                                 | 0,2                                 | 9,1                                 |
| Temperatura mínima média (°C) | −4,4                                | −3,7                                | −0,7                                | 4,0                                 | 8,8                                 | 12,4                                | 14,5                                | 14,3                                | 10,4                                | 6,4                                 | 2,6                                 | −2,2                                | 5,2                                 |
| Precipitação (mm) | 49                                  | 42                                  | 56                                  | 61                                  | 89                                  | 102                                 | 119                                 | 87                                  | 79                                  | 55                                  | 53                                  | 51                                  | 843                                 |
| Dias com chuva | 9                                   | 8                                   | 9                                   | 9                                   | 10                                  | 11                                  | 11                                  | 9                                   | 8                                   | 8                                   | 8                                   | 9                                   | 109                                 |
| Umidade relativa (%) | 83                                  | 81                                  | 75                                  | 68                                  | 70                                  | 71                                  | 70                                  | 69                                  | 73                                  | 79                                  | 83                                  | 82                                  | 75,3                                |
| Insolação (h) | 3,2                                 | 4,2                                 | 5,7                                 | 8,5                                 | 9,7                                 | 10,5                                | 10,9                                | 10,2                                | 7,4                                 | 5,1                                 | 3,7                                 | 3,2                                 | 82,3                                |
| Fonte: Climate-Data.org Dados: 1991−2021: temperatura mínima (°C), temperatura máxima (°C), precipitação (mm), umidade, dias chuvosos. Dados: 1999−2019: horas de sol |                                     |                                     |                                     |                                     |                                     |                                     |                                     |                                     |                                     |                                     |                                     |                                     |                                     |

## Demografia
Głubczyce está subordinada ao Serviço de Estatística em Opole, filial em Prudnik.
Conforme os dados do Escritório Central de Estatística da Polônia (GUS) de 31 de dezembro de 2024, Głubczyce é uma cidade pequena com uma população de 11 534 habitantes (11.º lugar na voivodia de Opole e 355.º na Polônia), tem uma área de 12,5 km² (24.º lugar na voivodia de Opole e 520.º lugar na Polônia) e uma densidade populacional de 920 hab./km² (8.º lugar na voivodia de Opole e 340.º lugar na Polônia). Nos anos 2002-2024, o número de habitantes diminuiu 15,4%.
Os habitantes de Głubczyce constituem cerca de 27,21% da população do condado de Głubczyce, constituindo 1,24% da população da voivodia de Opole.
| Descrição                         | Total      | Total    | Mulheres   | Mulheres | Homens     | Homens   |
| --------------------------------- | ---------- | -------- | ---------- | -------- | ---------- | -------- |
| unidade                           | habitantes | %        | habitantes | %        | habitantes | %        |
| população                         | 11 534     | 100      | 6 118      | 53,0     | 5 416      | 47,0     |
| superfície                        | 12,5 km²   | 12,5 km² | 12,5 km²   | 12,5 km² | 12,5 km²   | 12,5 km² |
| densidade populacional (hab./km²) | 920        | 920      | 487,6      | 487,6    | 432,4      | 432,4    |

## Economia
Głubczyce é a sede da Galmet, uma empresa que fabrica produtos da indústria de aquecimento. A empresa emprega mais de 700 pessoas e a produção ocorre em pavilhões com área superior a 22 mil m². A empresa fabrica produtos como: aquecedores elétricos, caldeiras com serpentina de aquecimento central, permutadores de calor bivalentes, reservatórios de acumulação de calor combinados, reservatórios tampão, caldeiras de aquecimento central ecológicas para carvão ecológico com tanque de combustível, caldeiras de aquecimento central sem reservatório, coletores solares ou bombas de calor.

## Transportes

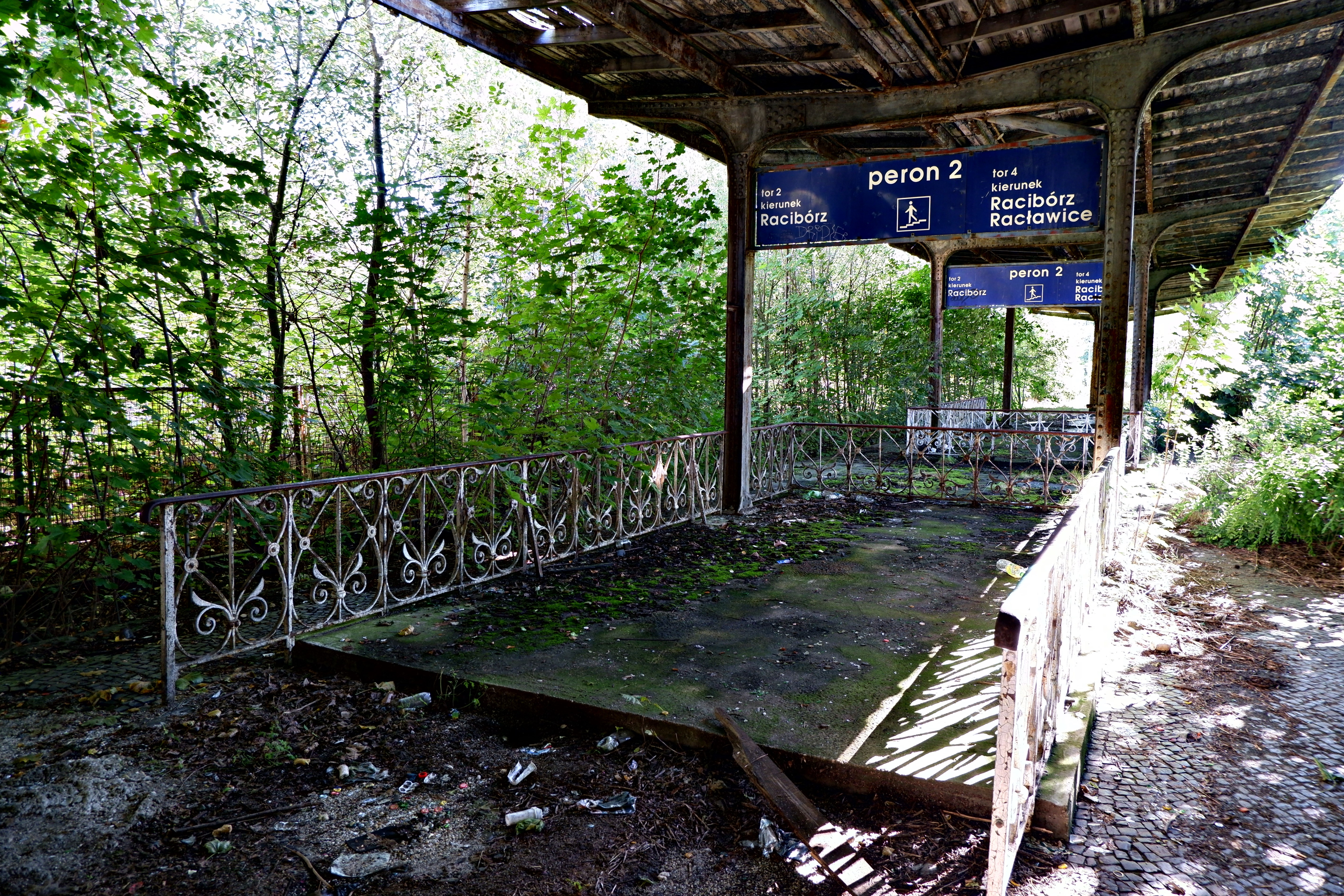
Estação ferroviária abandonada

Głubczyce é a única cidade da voivodia de Opole, que atualmente não tem conexões ferroviárias de passageiros (suspensa em 3 de abril de 2000). Durante anos, os governos locais ao longo desta conexão têm se esforçado ativamente pela restauração da linha ferroviária Racibórz-Racławice Śląskie através de Głubczyce: os condados de Prudnik, Głubczyce e Racibórz (no outono de 2020, o pedido de revitalização desta linha foi qualificado para o segunda etapa do programa governamental Railway Plus). O transporte público é realizado principalmente pela estação de ônibus local. Sem transporte público, você pode usar táxis.
Em 1855, uma conexão ferroviária entre Głubczyce e Racibórz foi aberta como parte da ferrovia privada Wilhelm (Wilhelmsbahn), depois em 1873 uma conexão com Karniów (mais para Głuchołazy) e em 1876 com Racławice Śląskie (mais para Prudnik e Kędzierzyn-Koźle).

## Comunidades religiosas

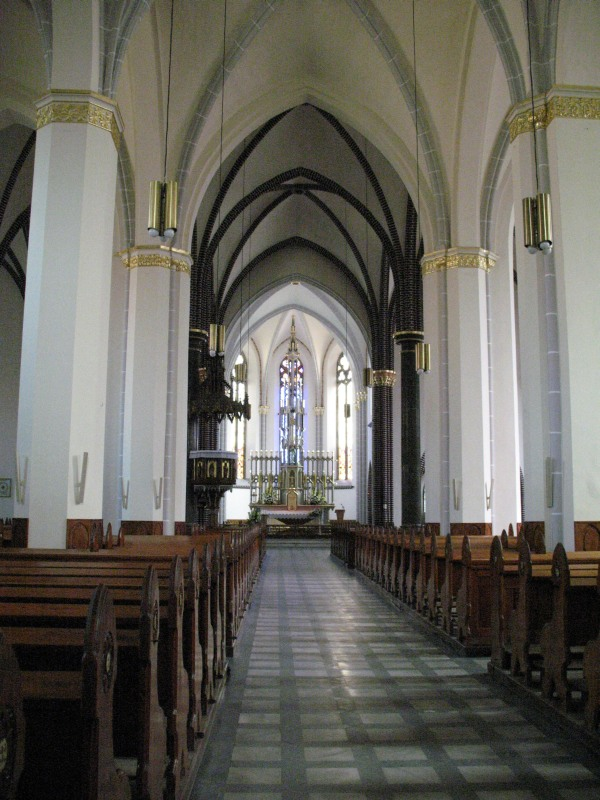
Interior da igreja paroquial

As seguintes igrejas e associações religiosas realizam atividades na cidade:
- Igreja católica romana:
  - Paróquia da Natividade da Bem-aventurada Virgem Maria
- Igreja Pentecostal:
  - Igreja em Głubczyce[45]
- Testemunhas de Jeová:
  - Igreja em Głubczyce

## Educação
Jardim de infância:

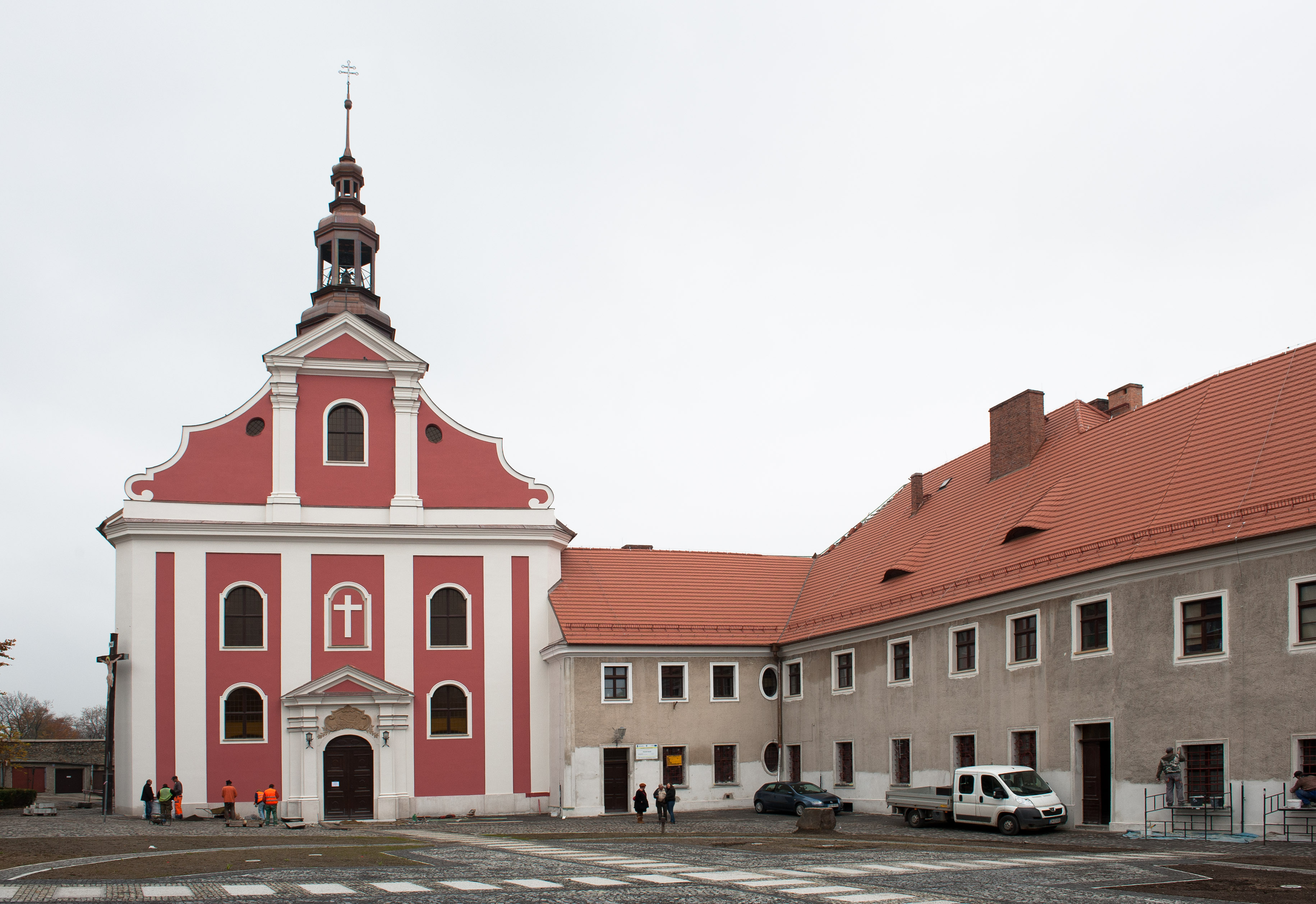
Igreja e mosteiro franciscano em Głubczyce

- Jardim de infância n.º 1, Maria Konopnicka
- Jardim de infância n.º 2, Ursinho Pooh
- Jardim de infância n.º 3

Escola Primária:
- Escola primária n.º 1, Tadeusz Kościuszko
- Escola primária n.º 2, Janusz Korczak
- Escola primária n.º 3, Maria Skłodowskiej-Curie

Escolas secundárias:
- Complexo de Escolas de Educação Geral Adam Mickiewicz
- Escola Mecânica
- Complexo Escolar do Centro de Educação Agrícola Władysław Szafer

Instituições educacionais:
- Escola Especial e Centro Educacional

Outras:
- Escola Estadual de Música do 1º Grau Ignacy Jan Paderewski
- Centro Distrital de Formação de Professores e Aconselhamento Psicológico e Pedagógico
- Centro franciscano de Ajuda à Criança

## Esportes
O Clube Polonia Głubczyce foi fundado em 1945. O clube foi promovido ao Campeonato Polonês de Futebol 3ª Divisão nas temporadas de 1982/83 e 1985/86, e também participou da Copa da Polônia nas temporadas de 1961/62, 1963/64 e 2018/19.

## Cultura

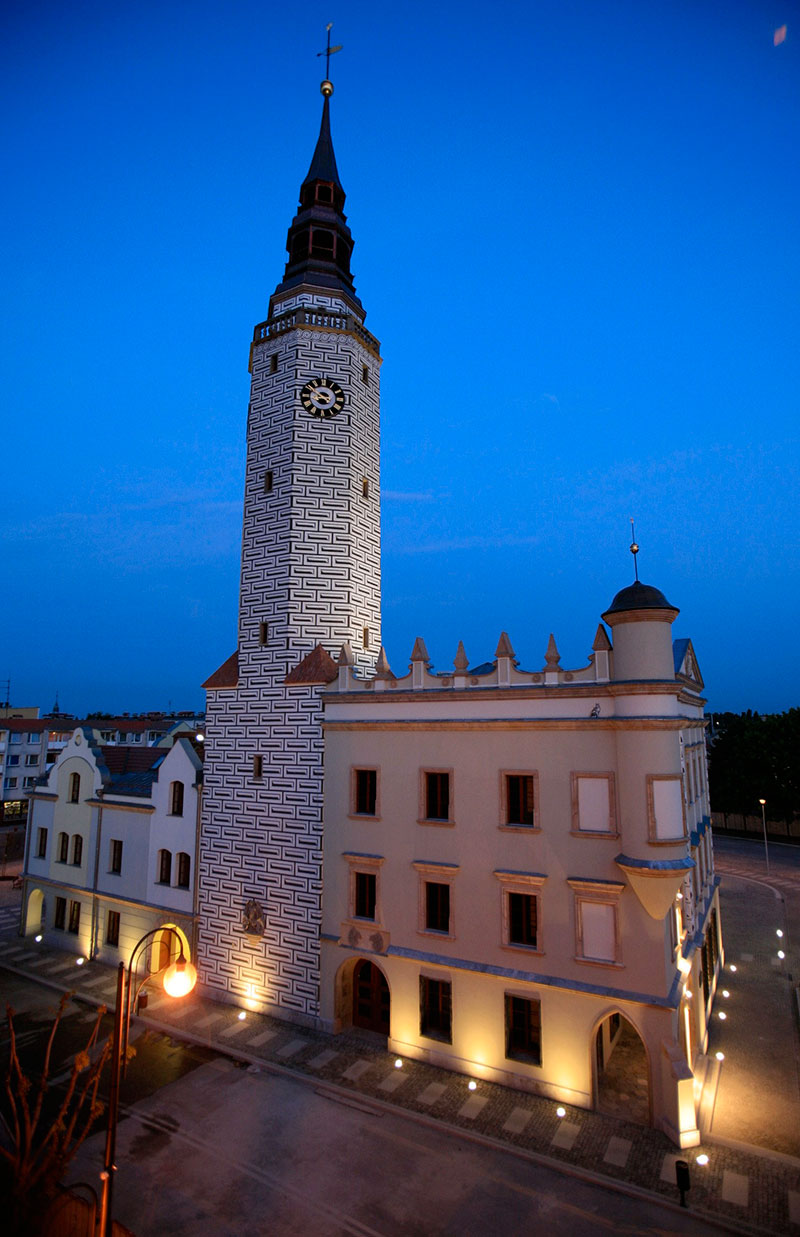
Edifício da antiga prefeitura na praça principal, atualmente Museu da Região de Głubczyce

### Instituições culturais
- Centro Cultural Municipal
- Biblioteca Pública Municipal e Comunal, sede da Câmara Municipal (2.º andar)
- Museu da região de Głubczyce, sede da prefeitura (1.º andar)

### Eventos cíclicos
- Festival Internacional de Jovens Pianistas - festival de promoção de jovens pianistas organizado pela Escola Estadual de Música de 1.º grau I. J. Paderewski em Głubczyce desde 1994. No âmbito do evento, no qual participam jovens artistas da Polônia e do estrangeiro, é realizado o concurso principal, bem como numerosos workshops, concertos e seminários temáticos.[47]
- Dias Culturais de Głubczyce - uma série de eventos culturais, como concertos, exposições, apresentações de teatro, recitais, shows, leituras, etc., que acontecem todos os anos em Głubczyce. O evento acontece no outono, em outubro-novembro, nas instalações de Głubczyce e nas aldeias vizinhas.[48]
- Licealia - um evento juvenil organizado pelo Complexo de Escolas Secundárias em Głubczyce. Acontece antes do final do ano letivo, e os alunos percorrem a cidade em uma colorida procissão, e então inúmeras atrações como shows, competições esportivas e apresentações são organizadas para eles e os moradores da cidade.[49]
- Dias de Głubczyce - o evento acontece desde 2008 e começou com a celebração da inauguração da prefeitura reformada. Acontece na temporada de verão e dura de 2 a 3 dias. Durante este tempo, inúmeros shows, competições esportivas, performances e muitos eventos diferentes de acompanhamento acontecem.[50]

## Meios de comunicação

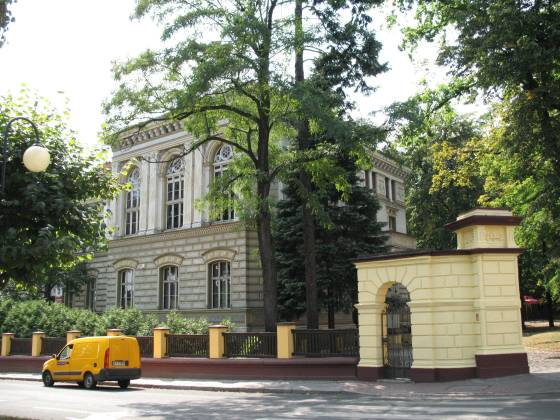
Prefeitura de Głubczyce

Imprensa local, portais de notícias e televisão
- Głos Głubczyc - boletim de informações do governo local da comuna de Głubczyce (mensal)
- Rzecz Powiatowa - boletim de informações do governo local do condado de Głubczyce
- TV Głubczyce - transmissão de televisão privada pela rede a cabo e na Internet[51]
- twojeglubczyce.pl - portal de informações
- Super Senior - um mês dedicado ao grupo-alvo de 50+
- Jornal Prudnik24 com um encarte "Głubczyce 24"[52]

## Segurança
A cidade possui uma unidade de resgate e combate a incêndios. A JRG Głubczyce faz parte da Companhia de Bombeiros “Prudnik”.